# Dolná Breznica
Dolná Breznica (in ungherese Alsónyíresd) è un comune della Slovacchia facente parte del distretto di Púchov, nella regione di Trenčín.